# Площад на Бастилията
Площад „Бастилията“ (на френски: Place de la Bastille – „Плас дьо ла Бастий“) е площад в Париж, където се е намирал затворът „Бастилията“ докато не е щурмуван и след това разрушен по време на Френската революция между 14 юли 1789 г. и 14 юли 1790 г.

## Паметници и пейзажи
- Юлската колона, построена между 1833 и 1840, за да възпомене падането на монархията на Шарл X през 27, 28 и 29 юли 1830 година;
- операта Bastille, която се намира зад болницата „Hôpital des Quinze-Vingts“;
- пристанището Арсенал, където се влива канала Saint-Martin;
- Метро станцията Bastille (линии 5,1,8), където могат да се видят останките на основи на бившия затвор.
- на площада Бастилията, срещу операта, в сравнение с канала Saint-Martin, може да се види на земята, обиколката на крепостта, която може да бъде разпозната от тройна редица павета.